# Naboktat
Naboktat (SP-325) je sintetički agonist kanabinoidnog receptora, koji poseduje antiemetička, sedativna, anksiolitička i anti-glaukomna svojstava.